# 네글리제

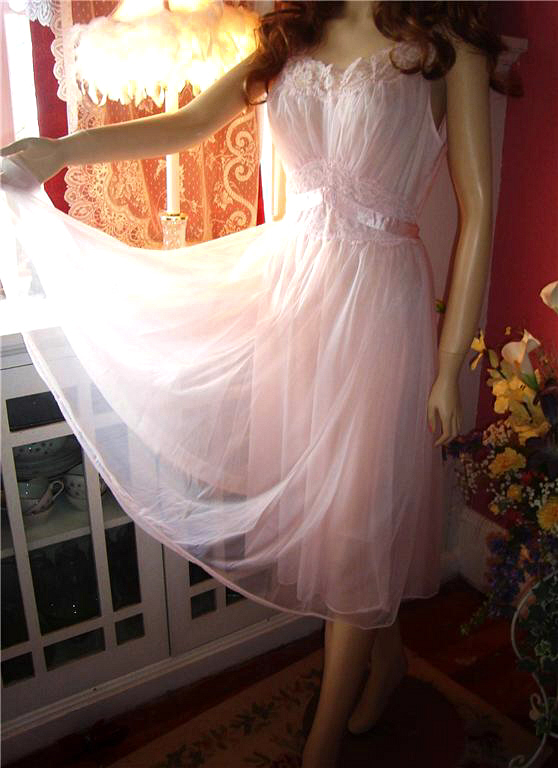
네글리제를 입은 마네킹

네글리제(négligée)는 속이 비치면서 길이는 긴 드레스 가운이다. 주로 밤이나 잠잘 때 입는다. 18세기 프랑스에서 처음으로 도입됐다. 네글리제는 당대의 여성 일상복인 헤비 헤드 투 톱(Heavy Head-to-Top) 스타일을 흉내낸 것이다.